# ジェームズ・ジョル

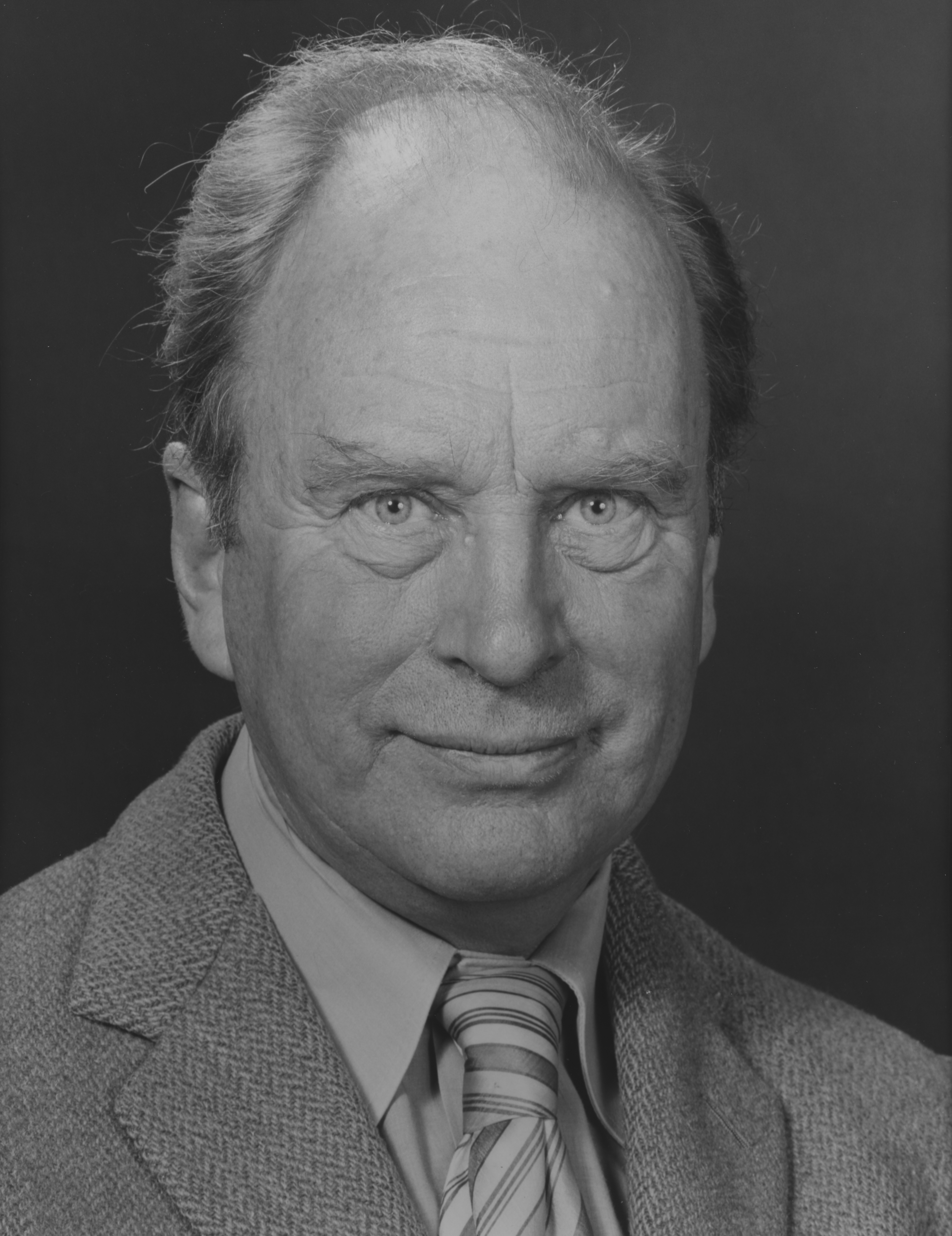
ジェームズ・ジョル

ジェームズ・ジョル（James Bysse Joll, 1918年6月21日-1994年7月12日）は、イギリスの歴史家。ロンドン大学名誉教授。専門は、ヨーロッパ現代史、国際関係史。
ボルドー大学およびオックスフォード大学ニューカレッジで学び、第二次世界大戦中はイギリス陸軍に徴兵され、ヨーロッパ戦線に従軍した。1951年、オックスフォード大学セントアントニーズカレッジの講師になり、1967年から1981年までロンドン・スクール・オブ・エコノミクスの国際関係史講座教授。その間、スタンフォード大学、ハーヴァード大学、プリンストン高等研究所で客員教授を務める。

## 著書

### 単著
- The Second International, 1889-1914, (Weidenfeld & Nicolson, 1955).
  - 『第二インター 1889-1914』、池田清・祇園寺則夫訳（木鐸社, 1976年）
- Three Intellectuals in Politics, (Pantheon Books, 1960).
- The Anarchists, (Little, Brown, 1964).
  - 『アナキスト』、萩原延壽・野水瑞穂訳（岩波書店, 1975年、再版1979年）
- Europe since 1870: An International History, (Weidenfeld and Nicolson, 1973).
  - 『ヨーロッパ100年史　1・2』、池田清訳（みすず書房, 1975年）
- Gramsci, (Fontana, 1977).
  - 『グラムシ』、河合秀和訳（岩波書店「岩波現代選書」, 1978年）
- The Origins of the First World War, (Longman, 1984, 2nd ed., 1992).
  - 『第一次世界大戦の起原』、池田清訳（みすず書房, 1987年、改訂新版1997年・2007年）

### 編著
- Britain and Europe: Pitt to Churchill,1793-1940, (Nicholas Kays, 1950).
- The Decline of the Third Republic, (Chatto & Windus, 1959).

### 共編著
- Anarchism Today, co-edited with David E. Apter, (Macmillan, 1971).
  - D.E.アプターと共編『現代のアナキズム』、大沢正道・江川允通・見市雅俊訳（河出書房新社, 1973年）